# Liebigita
La liebigita és un mineral de la classe dels carbonats. Rep el seu nom del químic alemany Justus von Liebig (1803-1873), fundador de la química analítica.

## Característiques
La liebigita és un carbonat de fórmula química Ca₂(UO₂)(CO₃)₃·11H₂O. Cristal·litza en el sistema ortoròmbic. Es troba en forma de cristalls equants o prismàtics curts [001], normalment indistints amb vores arrodonides i cares convexes. Comunament es pot trobar formant agregats granulars o escamosos, crostes primes o botrioide. La seva duresa a l'escala de Mohs es troba entre 2,5 i 3.
Segons la classificació de Nickel-Strunz, la liebigita pertany a «02.ED: Uranil carbonats, amb relació UO₂:CO₃ = 1:3» juntament amb els següents minerals: bayleyita, swartzita, albrechtschraufita, rabbittita, andersonita, grimselita, widenmannita, znucalita, čejkaïta i agricolaïta.

## Formació i jaciments
Va ser descoberta a mitjans del segle xix com a mineral secundari d'urani a Edirne, localitat de la província d'Edirne, a la regió de la Màrmara (Turquia). Sol trobar-se associada a altres minerals com: autunita, carnotita, schröckingerita i uraninita.